# Tasha Yar
Natasha "Tasha" Yar es un personaje ficticio de Star Trek: La nueva generación. Fue una mujer humana de ascendencia ucranian/lituana nacida en el planeta Turkana IV, una colonia de la Federación Unida de Planetas. En el año 2364, Yar se convirtió en oficial de la Flota Estelar y jefa de seguridad del USS Enterprise -D. Fue asesinada en el cumplimiento del deber por una criatura conocida como Armus. El personaje fue interpretado por la actriz Denise Crosby.
Sus padres fueron asesinados cuando ella solo tenía cinco años de edad y ella llevó una niñez muy dura realizando un esfuerzo enorme por sobrevivir, evadiendo las bandas que intentaban violarla a ella y a su joven hermana, Ishara Yar. Ella escapa de ese planeta hostil a la edad de quince años eligiendo enrolarse en la Flota Estelar. Como oficial de la flota impresiona al capitán Picard por su heroísmo y coraje al rescatar a unos colonos heridos incursionando en un campo minado de los Carnelians, por lo que en 2364 Picard la pide para que se integre a la tripulación del Enterprise D .
Yar fue asesinada en 2364, cuando participaba en una misión de rescate en el planeta Vagra II (episodio 22 de la primera temporada, La piel del mal) por un organismo malvado no humanoide, llamado Argus, pero sabiendo de los riesgos de ser jefa de seguridad de la nave insignia de la Flota, deja un mensaje holográfico que Data considera uno de sus posesiones más preciadas. En un episodio posterior, en la línea temporal alterna creada por el viaje del Enterprise C al futuro, Tasha regresa al pasado pero no muere y es tomada como esposa por un militar romulano teniendo una hija llamada Sela, quien en la línea temporal presente es miembro de la milicia romulana y odia profundamente a Picard. El personaje de Sela, la hija de Tasha, es interpretado por la misma actriz, Denise Crosby
Su personaje aparecerá de nuevo en el último episodio de la serie All good Things, en una retrospectiva en el tiempo de Picard.

## Curiosidades
- En el segundo episodio de la temporada 1 de TNG, "The Naked Now", estuvo aparentemente expuesta bajo los influjos del virus Psi2000, que terminó después teniendo una relación sexual con el Teniente Comandante Data.